# Oranjeboom
Oranjeboom est une marque néerlandaise de bière fondée en 1671. À l'origine, la brasserie se trouvait à Rotterdam, mais la production est transférée en 1990 à Bréda. Depuis le rachat de la marque par le groupe InBev, la bière est brassée dans la brasserie Dommelsch.

## Histoire
L'histoire de la brasserie remonte à 1671 avec la fusion de la brasserie De Dissel, qui se trouvait sur le Coolvest près du Delftse Poort, et la brasserie D'Orangienboom, qui s'était installée à Rotterdam la même année. Le nom De Dissel a été changé en d'Orangienboom en 1682. Au cours des années, plusieurs propriétaires se sont succédé.
Le nom den Oranjeboom (en français : l'oranger) est donné en 1742 à l'occasion d'un changement de propriétaire.
En 1885, la brasserie déménage dans le quartier de Feijenoord, où une rue, la Oranjeboomstraat, est baptisée en son honneur. La brasserie est gravement affectée par les effets de la Seconde Guerre mondiale, mais renaît, et en 1951, constituait la quatrième brasserie des Pays-Bas.
En 1968, la brasserie est transférée de Rotterdam à Bréda à l'occasion de la fusion avec la brasserie De Drie Hoefijzers (en français : les trois fers à cheval) à Bréda. De Drie Hoefijzers, fondée en 1538 sous le nom Den Boom, avait été renommée en 1628, prenant le nom d'une forge voisine.
La BV issue de la fusion de 1968 portait le nom de Oranjeboom Bierbrouwerij B.V. division de Verenigde Bierbrouwerijen Breda-Rotterdam B.V. branche néerlandaise de la Britannique Allied Breweries.
En 1973, le nom a été changé en Skol Brouwerijen N.V. et la marque Oranjeboom a fait place à Skol mais cette marque n'ayant pas de succès, le nom Oranjeboom a été repris au début des années 1980. Le 5 avril 1993, Verenigde Bierbrouwerijen Breda-Rotterdam B.V. devient Oranjeboom Bierbrouwerij B.V.. Le 6 février 1995, le groupe belge Interbrew de B.V. prend le contrôle de Allied Domecq. Le 29 mai 2004, la brasserie Oranjeboom de Bréda est fermée.
À Bréda, se trouvait le musée d'entreprise Het Fust (le fût) qui exposait l'histoire de la brasserie. C'était au début le musée de la brasserie De Drie Hoefijzers et, après la fusion de 1968, l'histoire de la brasserie de Rotterdam y a été ajoutée.
En 1996, le musée a été réorganisé et nommé Het Fust.
Le musée a été fermé en même temps que la brasserie, en 2004.

## Bières

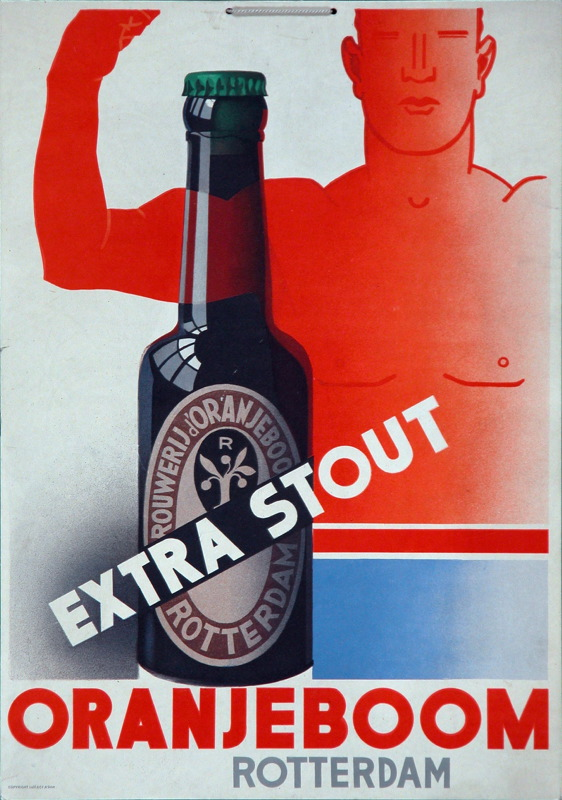
Affiche pour Oranjeboom Extra Stout, entre 1920 et 1940.

- Oranjeboom Pilsener ;
- Oranjeboom Oud Bruin ;
- Oranjeboom Malt ;
- Oranjeboom Herfstbock.

## Sources
- (nl) Cet article est partiellement ou en totalité issu de l’article de Wikipédia en néerlandais intitulé « Oranjeboom (bier) » (voir la liste des auteurs).

- (nl) Site dédié